# Windenergie in den Niederlanden

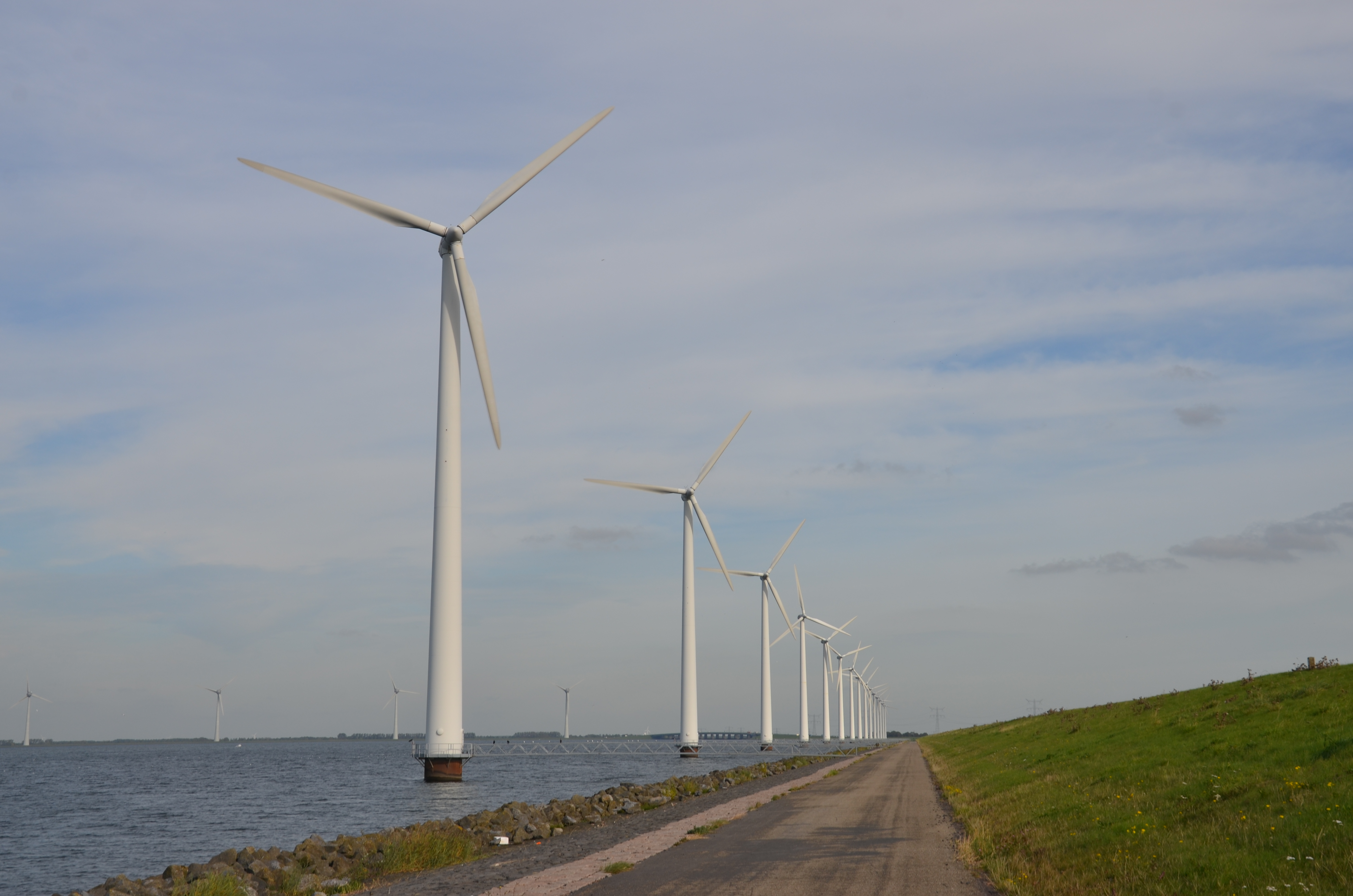
Nearshore-Windpark in der Provinz Flevoland

Die Windenergie in den Niederlanden spielt eine bedeutende Rolle bei der Stromerzeugung des Landes: Im Jahr 2024 lieferten Windkraftanlagen (WKA) 29 % des niederländischen Strombedarfs.

## Installierte Leistung und Jahreserzeugung

Installierte Leistung in MW

Laut CIA verfügten die Niederlande im Jahr 2020 über eine (geschätzte) installierte Leistung von insgesamt 43,409 GW (alle Kraftwerkstypen); der Stromverbrauch lag bei 109,796 Mrd. kWh. Die installierte Leistung der Windkraftanlagen (WKA) stieg von 447 MW im Jahr 2000 auf 7801 MW im Jahr 2021; die Jahreserzeugung stieg von 0,8 TWh im Jahr 2000 auf 17,9 TWh im Jahr 2021.
| Jahr | Inst. Leistung (MW) | Erzeugung (TWh) |
| ---- | ------------------- | --------------- |
| 2000 | 447                 | 0,8             |
| 2001 | 485                 | 0,8             |
| 2002 | 672                 | 0,9             |
| 2003 | 905                 | 1,3             |
| 2004 | 1075                | 1,9             |

| Jahr | Inst. Leistung (MW) | Erzeugung (TWh) |
| ---- | ------------------- | --------------- |
| 2005 | 1224                | 2,1             |
| 2006 | 1561                | 2,8             |
| 2007 | 1649                | 3,4             |
| 2008 | 2149                | 4,3             |
| 2009 | 2222                | 4,5             |

| Jahr | Inst. Leistung (MW) | Erzeugung (TWh) |
| ---- | ------------------- | --------------- |
| 2010 | 2269                | 4,0             |
| 2011 | 2328                | 5,1             |
| 2012 | 2391                | 5,0             |
| 2013 | 2693                | 5,7             |
| 2014 | 2805                | 5,7             |

| Jahr | Inst. Leistung (MW) | Erzeugung (TWh) |
| ---- | ------------------- | --------------- |
| 2015 | 3431                | 7,55            |
| 2016 | 4328                | 8,17            |
| 2017 | 4341                | 10,57           |
| 2018 | 4476                | 10,55           |
| 2019 | 4600                | 11,51           |

| Jahr | Inst. Leistung (MW) | Erzeugung (TWh) | Anteil am Bedarf |
| ---- | ------------------- | --------------- | ---------------- |
| 2020 | 6784                | 15,28           | 12 %             |
| 2021 | 7801                | 17,68           | 15 %             |
| 2022 | 9052                | 21,07           | 19 %             |
| 2023 | 11493               | 28,93           | 27 %             |
| 2024 | 11706               | 32,70           | 29 %             |

Die Ende 2023 vorhandene Gesamtleistung von 11493 MW verteilte sich auf 6754 MW an Land (58,8 %) und 4739 MW im Meer (41,2 %). Die Anlagen an Land lieferten 2024 etwa 15 % des Strombedarfs, die im Meer ca. 14 %.

## Liste von Windkraftanlagen

### Offshore
Die Liste ist nach Gewässern geordnet. Innerhalb der einzelnen Kategorien sind die Windparks zunächst in betriebene, in Bau befindliche und geplante Windparks gegliedert. Anschließend sind die Windparks nach ihrem (geplanten) Fertigstellungsdatum und danach alphabetisch geordnet. Anlagen, die mit einem * gekennzeichnet sind, befinden sich in unmittelbarer Nähe zur Küste und werden daher auch near-shore-Anlagen genannt.
| Name                                  | Leistung (MW) | Windkraftanlagentyp (Leistung, Rotordurchmesser) | Anzahl WKAs | Koordinaten                 | Status             | Inbetriebnahme (Jahr) | Quellen, Anmerkungen                                                                              |
| ------------------------------------- | ------------- | ------------------------------------------------ | ----------- | --------------------------- | ------------------ | --------------------- | ------------------------------------------------------------------------------------------------- |
| IJsselmeer                            |               |                                                  |             |                             |                    |                       |                                                                                                   |
| Lely *                                | 2             | Nedwind NW 40/500 (500 kW, 40,8 m)               | 4           | 52° 47′ 49″ N, 5° 7′ 8″ O   | außer Betrieb      | 1994                  | im September 2016 zurückgebaut                                                                    |
| Irene Vorrink *                       | 16,8          | Nordtank NTK 600 (600 kW, 43,0 m)                | 28          | 52° 35′ 53″ N, 5° 35′ 20″ O | außer Betrieb      | 1996                  | im März 2022 zurückgebaut                                                                         |
| Westermeerwind *                      | 144           | Siemens SWT-3.0-108 (3,0 MW, 108,0 m)            | 48          | 52° 44′ 20″ N, 5° 35′ 10″ O | in Betrieb         | 2016                  | Kombinierter Onshore-/Nearshore-Windpark, 48 Nearshore- und 38 Onshore-Anlagen (Stand: Juli 2019) |
| Fryslân *                             | 382,7         | Siemens Gamesa SWT-DD-130 (4,3 MW, 130,0 m)      | 89          | 53° 0′ 11″ N, 5° 15′ 43″ O  | in Betrieb         | 2021                  | [ 18 ]                                                                                            |
| Windplanblauw *                       | 132           | GE Cypress (5,5 MW, 158,0 m)                     | 24          | 52° 36′ 29″ N, 5° 34′ 23″ O | in Betrieb         | 2024                  | Kombinierter Onshore-/Nearshore-Windpark, 24 Nearshore- und 37 Onshore-Anlagen                    |
| Nordsee                               |               |                                                  |             |                             |                    |                       |                                                                                                   |
| Egmond aan Zee                        | 108           | Vestas V90-3.0 (3,0 MW, 90,0 m)                  | 36          | 52° 36′ 22″ N, 4° 25′ 8″ O  | in Betrieb         | 2006                  |                                                                                                   |
| Prinses Amalia                        | 120           | Vestas V80-2.0 (2,0 MW, 80,0 m)                  | 60          | 52° 35′ 17″ N, 4° 13′ 23″ O | in Betrieb         | 2008                  |                                                                                                   |
| Luchterduinen                         | 129           | Vestas V112-3.0 (3,0 MW, 112,0 m)                | 43          | 52° 24′ 18″ N, 4° 9′ 43″ O  | in Betrieb         | 2015                  |                                                                                                   |
| Gemini                                | 600           | Siemens SWT-4.0-130 (4,0 MW, 130,0 m)            | 150         | 54° 2′ 0″ N, 5° 56′ 0″ O    | in Betrieb         | 2017                  |                                                                                                   |
| Borssele (Phasen 1 und 2)             | 752           | Siemens Gamesa SG 8.0-167 DD (8,0 MW, 167,0 m)   | 94          | 51° 44′ 42″ N, 3° 3′ 40″ O  | in Betrieb         | 2020                  |                                                                                                   |
| Borssele (Phasen 3 und 4)             | 731,5         | MHI Vestas V164-9.5 MW (9,5 MW, 164,0 m)         | 77          | 51° 40′ 1″ N, 2° 58′ 16″ O  | in Betrieb         | 2021                  |                                                                                                   |
| Borssele (Phase 5)                    | 19            | MHI Vestas V164-9.5 MW (9,5 MW, 164,0 m)         | 2           | 51° 42′ 32″ N, 3° 0′ 11″ O  | in Betrieb         | 2021                  |                                                                                                   |
| Hollandse Kust Zuid (Phasen 1-4)      | 1529          | Siemens Gamesa SG 11.0-200 DD (11,0 MW, 200,0 m) | 139         | 52° 20′ 2″ N, 4° 0′ 40″ O   | in Betrieb         | 2023                  | 23. September 2023: Windpark eingeweiht                                                           |
| Hollandse Kust Noord (Phasen 1 und 2) | 759           | Siemens Gamesa SG 11.0-200 DD (11,0 MW, 200,0 m) | 69          | 52° 42′ 50″ N, 4° 16′ 16″ O | in Betrieb         | 2023                  | 20. Dezember 2023: Windpark fertiggestellt                                                        |
| Ecowende (Hollandse Kust West VI)     | 780           | Vestas V236-15.0 MW (15,0 MW, 236,0 m)           | 52          | 52° 37′ 44″ N, 3° 42′ 58″ O | in Bauvorbereitung | (2026)                | 15. Dezember 2022: endgültige Investitionsentscheidung getroffen                                  |
| OranjeWind (Hollandse Kust West VII)  | 795           | Vestas V236-15.0 MW (15,0 MW, 236,0 m)           | 53          | 52° 37′ 44″ N, 3° 42′ 58″ O | in Bauvorbereitung | (2028)                | 24. Juli 2024: endgültige Investitionsentscheidung getroffen                                      |
| Ijmuiden Ver (Phase alpha)            | 2000          |                                                  |             | 52° 49′ 8″ N, 3° 29′ 31″ O  | in Planung         | (2029)                | 11. Juni 2024: SSE Renewables erhält Zuschlag bei Ausschreibung                                   |
| Ijmuiden Ver (Phase beta)             | 2000          |                                                  |             | 52° 54′ 50″ N, 3° 34′ 41″ O | in Planung         | (2029)                | 11. Juni 2024: Vattenfall und CIP erhalten Zuschlag bei Ausschreibung                             |